# Université préfectorale de médecine de Kyoto
L'université préfectorale de médecine de Kyoto (京都府立医科大学, Kyoto furitsu ika daigaku) est une université publique japonaise situé dans le quartier Kamigyō-ku de Kyoto au Japon. L'établissement prédécesseur de l'école, fondé en 1872, reçoit son agrément en tant qu'université en 1921.

## Ancien élève
- Kazuki Ōmori

## Source
- (en) Cet article est partiellement ou en totalité issu de l’article de Wikipédia en anglais intitulé « Kyoto Prefectural University of Medicine » (voir la liste des auteurs).